# Gameleira de Goiás
Gameleira de Goiás là một đô thị thuộc bang Goiás, Brasil. Đô thị này có diện tích 595,316 km², dân số năm 2007 là 2816 người, mật độ 4,7 người/km².